# Sophie Kinsella
Pour les articles homonymes, voir Kinsella et Wickham.
Œuvres principales
- Série L'Accro du shopping
- Les Petits Secrets d'Emma, Belfond, 2005 ((en) Can You Keep a Secret ?, 2003)

Sophie Kinsella, née le 12 décembre 1969 à Londres, est une femme de lettres britannique.

## Biographie
Née Madeleine Townley, elle porte le nom de Madeleine Wickham depuis son mariage avec Henry Wickham, principal d'une école préparatoire pour garçons à Croydon, dans la banlieue sud de Londres. Elle vit actuellement dans le quartier de Wimbledon avec son mari et leurs cinq enfants : Freddy, né en septembre 1997, Hugo, né en janvier 1999, Oscar, né en 2005, Rex, né en avril 2010, et Sybella, née en décembre 2011. Elle est la sœur ainée de Gemma Townley, également écrivaine , et d'Abigail Townley qui est d'une compétence reconnue dans le domaine financier.
Après avoir étudié la musique (son instrument est le piano), Madeleine Townley-Wickham alias Sophie Kinsella a suivi le cursus de Philosophie, sciences Politiques and Economiques (PPE) au New College de l'université d'Oxford, d'où elle sort diplômée d'un BA en 1990. Elle obtient son master en 1992.
Elle a commencé à écrire alors qu'elle travaillait comme journaliste financière et publie son premier roman, signé Madeleine Wickham, "Un week-end entre amis" (The Tennis Party) en 1995. Il est salué par la critique (et notamment la presse française). Par la suite, elle a définitivement choisi le métier d'écrivain. Détail significatif, elle se déclare "grande fan d'Agatha Christie".
Tous ses romans ont été publiés, en France, chez Belfond, et la plupart d'entre eux réédités en édition de poche aux éditions Pocket. Ses livres se sont vendus à 45 millions d'exemplaires dans plus de 60 pays, et ont été traduits dans plus de 40 langues.
L’adaptation cinématographique des Confessions d'une accro du shopping est sortie le 20 mai 2009 et le DVD est paru en octobre 2009.
La popularité des romans, ou du film, a inspiré la création d'une série de jeux en ligne, parue sous le nom de "Jeux Accro du shopping".

## Œuvres

### Sous le nom de Sophie Kinsella

#### SérieL'Accro du shopping
1. Becky Bloomwood : Confessions d'une accro du shopping, Belfond, 2002 ((en) The Secret Dreamworld of a Shopaholic, 2000)
2. Becky à Manhattan, Belfond, 2003 ((en) Shopaholic Abroad, 2001)Publié également sous le titre L'Accro du shopping à Manhattan
3. L'Accro du shopping dit oui, Belfond, 2004 ((en) Shopaholic Ties The Knot, 2001)
4. L'Accro du shopping a une sœur, Belfond, 2006 ((en) Shopaholic & Sister, 2004)
5. L'Accro du shopping attend un bébé, Belfond, 2008 ((en) Shopaholic & Baby, 2007)
6. Mini accro du shopping, Belfond, 2011 ((en) Mini Shopaholic, 2010)
7. L'Accro du shopping à Hollywood, Belfond, 2015 ((en) Shopaholic to the Stars, 2014)
8. L'Accro du shopping à la rescousse, Belfond, 2016 ((en) Shopaholic to the Rescue, 2015)
9. L'accro du shopping fête Noël, Belfond, 2020 ((en) Christmas Shopaholic, 2019)

#### Romans indépendants
- Les Petits Secrets d'Emma, Belfond, 2005 ((en) Can You Keep a Secret?, 2003)
- Samantha, bonne à rien faire, Belfond, 2007 ((en) The Undomestic Goddess, 2005)
- Lexi Smart a la mémoire qui flanche, Belfond, 2009 ((en) Remember Me?, 2008)
- Très chère Sadie, Belfond, 2010 ((en) Twenties Girl, 2009)
- Poppy Wyatt est un sacré numéro, Belfond, 2013 ((en) I've Got Your Number, 2011)
- Nuit de noces à Ikonos, Belfond, 2013 ((en) Wedding Night, 2013)
- Audrey retrouvée, Pocket, 2016 ((en) Finding Audrey, 2015)
- Ma vie (pas si) parfaite, Belfond, 2017 ((en) My Not So Perfect Life, 2017)
- Surprends-moi !, Belfond, 2019 ((en) Surprise Me, 2018)
- À charge de revanche !, Belfond, 2020 ((en) I Owe You One, 2019)
- La Vie rêvée d'Ava, Belfond, 2022 ((en) Love Your Life, 2020)
- Le Burn-Out, Belfond, 2024 ((en) The Burnout, 2023)
- (en) The Party Crasher, 2021
- Comment tu te sens ?, 2025 ((en) What Does It Feel Like, 2024)

### Sous le nom de Madeleine Wickham
- Un week-end entre amis, Belfond, 2007 ((en) The Tennis Party, 1995)
- Une maison de rêve, Belfond, 1999 ((en) A Desirable Residence, 1996)
- Un dimanche au bord de la piscine, Belfond, 2009 ((en) Swimming Pool Sunday, 1997)
- La Madone des enterrements, Belfond, 1999 ((en) The Gatecrasher, 1998)
- Drôle de mariage, Belfond, 2001 ((en) The Wedding Girl, 1999)
- Cocktail club, Belfond, 2012 ((en) Cocktails for Three, 2000)
- Des vacances inoubliables, Belfond, 2002 ((en) Sleeping Arrangements, 2001)

Les rééditions en poche portent la marque Pocket.